# Карлос Ернандес
Карлос Ернандес (ісп. Carlos Hernández, нар. 9 квітня 1982, Сан-Хосе) — костариканський футболіст, півзахисник, фланговий півзахисник клубу «Пунтаренас».

## Клубна кар'єра
У дорослому футболі дебютував 2000 року виступами за команду клубу «Алахуеленсе», в якій провів сім сезонів, взявши участь у 82 матчах чемпіонату. За цей раз чотири рази вигравав титул чемпіона Коста-Рики, а також Лігу чемпіонів КОНКАКАФ та двічі Клубний Кубок UNCAF.
У 2007 році Ернандес на правах оренди перебрався в австралійський «Мельбурн Вікторі», з якою став чемпіоном Австралії у сезоні 2008/09. Після двох років перебування в команді з півзахисником був укладений повноцінний контракт. У сезоні 2009/10 півзахисник був визнаний найкращим гравцем свого клубу в сезоні. 16 травня 2012 року було оголошено, що Ернандес покинув клуб.
У сезоні 2012/13 Карлос Ернандес виступав індійській І-Лізі за «Праег Юнайтед», після чого повернувся в австралійську А-лігу, поповнивши склад новозеландського «Велінгтон Фенікса». В команді він виступав разом зі своїм співвітчизником Кенні Каннінгемом. За весь час виступів на Зеленому континенті костариканець за підсумками сезону 4 рази потрапляв до символічної збірної А-Ліги.
У 2014 році повернувся на батьківщину в Коста-Рику. Там він уклав контракт з клубом «Картагінес», але провів лише пів року, після чого знову грав за кордоном, спочатку у індійському «Демпо», а потім в гватемальському «Мунісіпалі».
З 2018 року знову став виступати на батьківщині у місцевих клубах «Кармеліта», «Перес Селедон», «Мунісіпаль Ліберія» та «Пунтаренас».

## Виступи за збірні
Залучався до складу молодіжної збірної Коста-Рики. З командою до 21 року Ернандес у 2001 році брав участь у молодіжному чемпіонаті світу в Аргентині, де забив гол у грі з Еквадором (1:0), а з олімпійською збірною виступав на футбольному турнірі Олімпійських ігрор 2004 року в Греції.
З 2004 року виступав у складі національної збірної Коста-Рики, з якою був учасником Кубка Америки 2004 року у Перу та чемпіонату світу 2006 року у Німеччині.

## Досягнення
- Чемпіон Коста-Рики (4): 2000/01, 2001/02, 2002/03, 2004/05
- Чемпіон А-Ліги (1): 2008/09
- Переможець регулярного чемпіонату А-Ліги (1): 2008/09
- Переможець Ліги чемпіонів КОНКАКАФ (1): 2004
- Переможець Клубного Кубка UNCAF (2): 2002, 2005
- Переможець Кубка центральноамериканських націй: 2007